# Mihail Aleksandrov
Mihail Ivanov Aleksandrov (in bulgaro Михаил Иванов Александров?; Sofia, 11 giugno 1989) è un ex calciatore bulgaro, di ruolo centrocampista.

## Caratteristiche tecniche
Ala sinistra, può giocare nello stesso ruolo sulla fascia opposta o come esterno sinistro.

## Carriera

### Club
Cresciuto nelle giovanili del CSKA Sofia, nel 2007 il Borussia Dortmund lo acquista per 400000 € e lo mette nel proprio settore giovanile. Svincolatosi nel 2010, ritorna in patria, dove gioca inizialmente per l'Akademik Sofia (prima divisione), per poi passare al Ludogorets, in seconda categoria. Dopo aver vinto il girone est della seconda divisione nel 2011, la squadra, neo promossa in prima divisione, vince il titolo bulgaro: Aleksandrov sigla 5 reti in 28 presenze di campionato. A fine stagione la società centra il double, vincendo anche la Coppa nazionale: protagonista del torneo, contribuisce alla vittoria della Coppa segnando sia al Botev Plovdiv (3-0), ai quarti di finale, sia al Septemvri Simitli (4-1) in semifinale; nella finale contro il Lokomotiv Plovdiv, il Ludogorets è sotto di 1-0 ma con l'entrata in campo di Aleksandrov la squadra rimonta ed esce dal campo vittoriosa per 2-1. Nel luglio del 2012 vince anche la Supercoppa bulgara battendo nuovamente il Lokomotiv Plovdiv 3-1. Nella stagione seguente, debutta in UEFA Champions League, giocando per pochi minuti contro la Dinamo Zagabria (1-1). In campionato il club centra il secondo successo consecutivo in campionato: in questa stagione conta 15 presenze e 5 gol. Nell'annata 2013-2014 gioca in Champions League, riuscendo ad andare in gol contro il Partizan Belgrado (2-1). Usciti dalla competizione contro il Basilea, i bulgari affrontano la fase a gironi dell'UEFA Europa League e Aleksandrov è schierato in quasi tutti gli incontri del Ludogorets, che passa la fase a gironi ed elimina anche la Lazio ai sedicesimi (4-3).

### Nazionale
Dopo aver fatto la trafila delle giovanili, esordisce nella Nazionale maggiore il 5 marzo 2014, contro la Bielorussia (2-1).

## Palmarès

### Club

#### Competizioni nazionali
- B PFG: 1

Ludogorec: 2010-2011
- A PFG: 4

Ludogorec: 2011-2012, 2012-2013, 2013-2014, 2014-2015
- Coppa di Bulgaria: 2

Ludogorec: 2011-2012, 2013-2014
- Supercoppa di Bulgaria: 2

Ludogorec: 2012, 2014